# Bergblut
Bergblut (andere titels: Mountain Road, The Holy Land of Tyrol) is een Duits-Italiaanse bioscoopfilm uit 2010. De historische film speelt zich af in de tijd van Napoleon, toen de Tiroler bevolking in opstand kwam tegen de bezetting van de Fransen en hun Beierse bondgenoten. De regie van de film voerde de uit Zuid-Tirol afkomstig Philipp J. Pamer, die ook het draaiboek schreef.

## Verhaal
In het voorjaar van 1809 loopt op de markt van het Beierse Augsburg een ruzie tussen de uit Tirol afkomstige Franz Egger en een Franse soldaat uit de hand. Het voorval eindigt met de tragische dood van de soldaat. Samen met zijn Beierse vrouw wordt Franz gedwongen de stad te verlaten en te vluchten naar zijn geboortestreek. Maar terwijl het jonge paar nog onderweg is, wordt al duidelijk dat Katharina daar in Tirol een ijzige ontvangst wacht. Wegens de dan al vier jaar durende bezetting van Tirol door Frankrijk en Beieren, heeft de familie van Franz niet veel op met de afkomst van zijn vrouw. Al snel mist Katharina op de boerderij van de familie van Franz haar geborgen en comfortabele leven als dochter van een arts in Augsburg. Uiteindelijk raakt haar man Franz in de ban van de vrijheidsstrijder Andreas Hofer. Deze roept de bevolking op tot een opstand tegen de Beierse en Franse overmacht. Het duurt niet lang en Franz trekt samen met zijn jongere broer ten strijde en laat zijn vrouw alleen achter op de boerderij van zijn ouders. Dit zeer tegen de zin van Katharina, die nu voor het eerst helemaal op zichzelf is aangewezen en  een moeilijke tijd heeft door te staan. Langzaam lukt het haar te wennen aan het hardere boerenbestaan en weet zij zelfs enig respect van de bewoners op de boerderij en de plaatselijke bevolking te verwerven. Tot grote verbazing van de bevolking keren de Tirolers ten slotte als overwinnaars van de Slag bij de Bergisel terug. Het hele dorp viert uitbundig feest, maar samen met plaatselijke priester beseft Katharina dat de overwinning niet lang zou duren en er vijandelijke versterkingen zullen arriveren. Katharina wil niet dat haar man nogmaals ten strijde trekt en probeert met een list haar man ongeschikt te maken om te kunnen vechten. Als dit wordt ontdekt, wordt Katharina door een woedende familie het huis uitgegooid. De bevriende priester helpt Katharina bij het vinden van een onderkomen en Katharina maakt zich vervolgens verdienstelijk om als zuster gewonde opstandelingen te helpen. Als de leider van de opstandelingen, Andreas Hofer, wordt verraden, keert Katharina echter weer terug naar de boerderij van haar man Franz.

## Rolverdeling
Voor de rollen werden acteurs en actrices uit Duitsland, Oostenrijk en Italië gerekruteerd. Voor de bijrollen van de film werden toneelspelers uit heel Zuid-Tirol geworven, om de authenticiteit van de taal zoveel mogelijk te kunnen waarborgen.
- Inga Birkenfeld: Katharina Heimstedt Egger
- Wolfgang Menardi: Franz Egger
- Manfred-Anton Algrang: Hermann Egger
- Verena Plangger: Elisabeth Egger
- Martin Maria Abram: Gallus Egger
- Markus Oberrauch: Veit Egger
- Verena Buratti: Anna Hofer
- Klaus Gurschler: Andreas Hofer
- Hans Stadlbauer: Priester
- Jutta Speidel: Waltraud Heimstedt
- Gerd Anthoff: Dr. Ludwig Heimstedt
- Mathieu Carrière: Franse kapitein
- Götz Burger: Luitenant Wimmer
- Thomas Haberer: Kajetan Sweth
- Hildegard Schmahl: Katharina (als oudere vrouw)
- Ingrid Schölderle: Deppite Johanna

## Prijzen
- 2012: Predikaat bijzonder waardevol Deutsche Film- und Medienbewertung
- 2010: Publieksprijs Filmfestival van München
- 2010: Audience Award Filmfestival della Lessinia
- 2010: Prijs van de provincie Verona voor de beste historische bergfilm Filmfestival della Lessinia
- 2010: Nominatie in vijf categorieën bij de prijs voor het stimuleren van de Duitse film